# Château de Palaminy
Le château de Palaminy est situé en France dans le département de la Haute-Garonne en région Occitanie dans la commune de Palaminy. 

## Historique
Le château de Palaminy a été construit par Sicart-Aleman, sénéchal du comte de Toulouse Raymond VII de Toulouse et son successeur Alphonse de Poitiers.
Le château est la propriété de la famille d'Eimar de Palaminy.

## Architecture
Le château est construit en briques rouge et galets de Garonne.
Il fait l’objet d’une inscription au titre des monuments historiques depuis le 28 juillet 1988.